# Stația de metrou Mexikói út (Budapesta)
Stația de metrou Mexikói út (română: Strada Mexic)    este punctul terminus de nord al magistralei M1 (Millennium) din Budapesta. Aceasta a fost deschisă oficial în 1973, când linia existentă (operațională din 1896) a fost extinsă până aici. În același timp, a fost deschis de asemenea un depou pentru metrou în apropriere. Stația de metrou este situată în districtul XIV, la intersecția străzilor Horvát Boldizsár cu strada omonimă Mexikói, la o adâncime de 30 de metri sub nivelul solului. În plus, fața de conexiunile cu tramvaie, autobuze și troleibuze, în apropriere se află Gara Rákosrendező și punctul de pornire al autostrăzii M3, care leagă Capitala de vestul țării (Nyíregyháza, Miskolc și Debrecen).

## Timpi de parcurs
| Linia | Stația          | Timpul de parcurs |
| M1    | Vörösmarty tér  | 11 min            |
| M1    | Deák Ferenc tér | 10 min            |